# China Railway
La China Railway, nome completo China State Railway Group Company, Ltd., e spesso abbreviato in CR (in cinese: 中国铁路, Zhongguo Tielu; in italiano: Ferrovia della Cina) è l'azienda pubblica che gestisce il trasporto ferroviario nella Repubblica Popolare Cinese, ed è alle dipendenze del Ministero della Finanza.
Nasce nel 1950 come Ministero delle Ferrovie (MOR) che però nel 2013 viene sostituito dal Ministero dei Trasporti, dalla National Railways Administration e proprio dalla China Railway Corporation.
Precedentemente la CR aveva un proprio sistema di polizia ferroviaria e una propria corte giudiziaria. Tuttora dispone di un corpo di polizia, sotto il controllo della compagnia.

## Loghi

Logo utilizzato sui Fuxing Hao

Il logo attuale della compagnia, disegnato da Chen Yuchang e adottato nel 1950, rappresenta il fronte di una locomotiva con in cima il simbolo cinese 人 (persone) e in basso la rappresentazione di un binario, per simboleggiare che le ferrovie cinesi appartengono alle persone.

Rete ferroviaria CR in Cina nel 2016